# Punadra (stato)
Lo Stato di Punadra fu uno stato principesco del subcontinente indiano, avente per capitale la città di Punadra.

## Storia
Lo stato esisteva già dal XIV secolo, ma fu sul finire del Quattrocento che Mahmud Begada, sovrano locale, vi edificò un forte e vi stabilì di fatto il primo dominio principesco, convertendosi all'islam.
Nel 1901 venne rilevato che aveva una rendita annua di 15.598 rupie e che pagava un tributo di 375 rupie allo stato di Baroda.
L'ultimo sovrano siglò l'ingresso dello stato nell'Unione Indiana il 10 giugno 1948.

## Governanti
I regnanti di Punadra avevano il titolo di thakur.

### Thakur
- ABHAISINHJI AMARSINHJI, 1865/1907
- SHIVSINGHJI ABHAISINGHJI, 1907/1939
- AJITSINGHJI SHIVSINGHJI, 1939/1948